# Enargiet
Het mineraal enargiet is een koper-arseen-sulfide met de chemische formule Cu3AsS4.

## Eigenschappen
Het staalgrijze tot paarszwarte enargiet heeft een metallische glans, een zwarte streepkleur, een perfecte splijting volgens kristalvlak [110] en een duidelijke volgens [100] en [010]. De gemiddelde dichtheid is 4,45 en de hardheid is 3. Het kristalstelsel is orthorombisch en het mineraal is noch radioactief, noch magnetisch.

## Naamgeving
De naam van het mineraal enargiet is afgeleid van het Griekse enarges, dat "duidelijk" betekent.

## Voorkomen
Enargiet is een hydrothermaal mineraal in aders met andere sulfiden. De typelocatie is Butte in Montana, VS.